# Ha-Jogew
Ha-Jogew (hebr. היוגב; ang. HaYogev) – moszaw położony w Samorządzie Regionu Emek Jizre’el, w Dystrykcie Północnym, w Izraelu.

## Położenie
Moszaw Ha-Jogew jest położony na wysokości 96 metrów n.p.m. w centralnej części intensywnie użytkowanej rolniczo Dolina Jezreel w Dolnej Galilei, na północy Izraela. Okoliczny teren jest płaski, i delikatnie opada w kierunku północno-zachodnim. Na północny zachód od osady przepływa rzeka Kiszon. Na północy jest zbiornik wodny Kefar Baruch, który gromadzi wodę z okolicznych strumieni. W odległości 2 km na południowym zachodzie rozciąga się płaskowyż Wyżyny Menassesa. W jego otoczeniu znajdują się miasta Afula i Migdal ha-Emek, kibuce Giwat Oz, Megiddo, Miszmar ha-Emek, Ha-Zore’a, Sarid, Ginnegar i Mizra, moszawy Mele’a, Midrach Oz, Kefar Baruch i Kefar Gidon, oraz wieś komunalna Nir Jafe. Na południowy wschód od osady jest port lotniczy Megiddo i baza wojskowa Amos, a w odległości 3 km na północny zachód jest baza lotnicza Ramat Dawid. W odległości 5 km na południe od moszawu przebiega granica Autonomii Palestyńskiej. Jest ona chroniona przez mur bezpieczeństwa. Po stronie palestyńskiej jest wioska Zububa.
Ha-Jogew jest położony w Samorządzie Regionu Emek Jizre’el, w Poddystrykcie Jezreel, w Dystrykcie Północnym Izraela.

## Historia

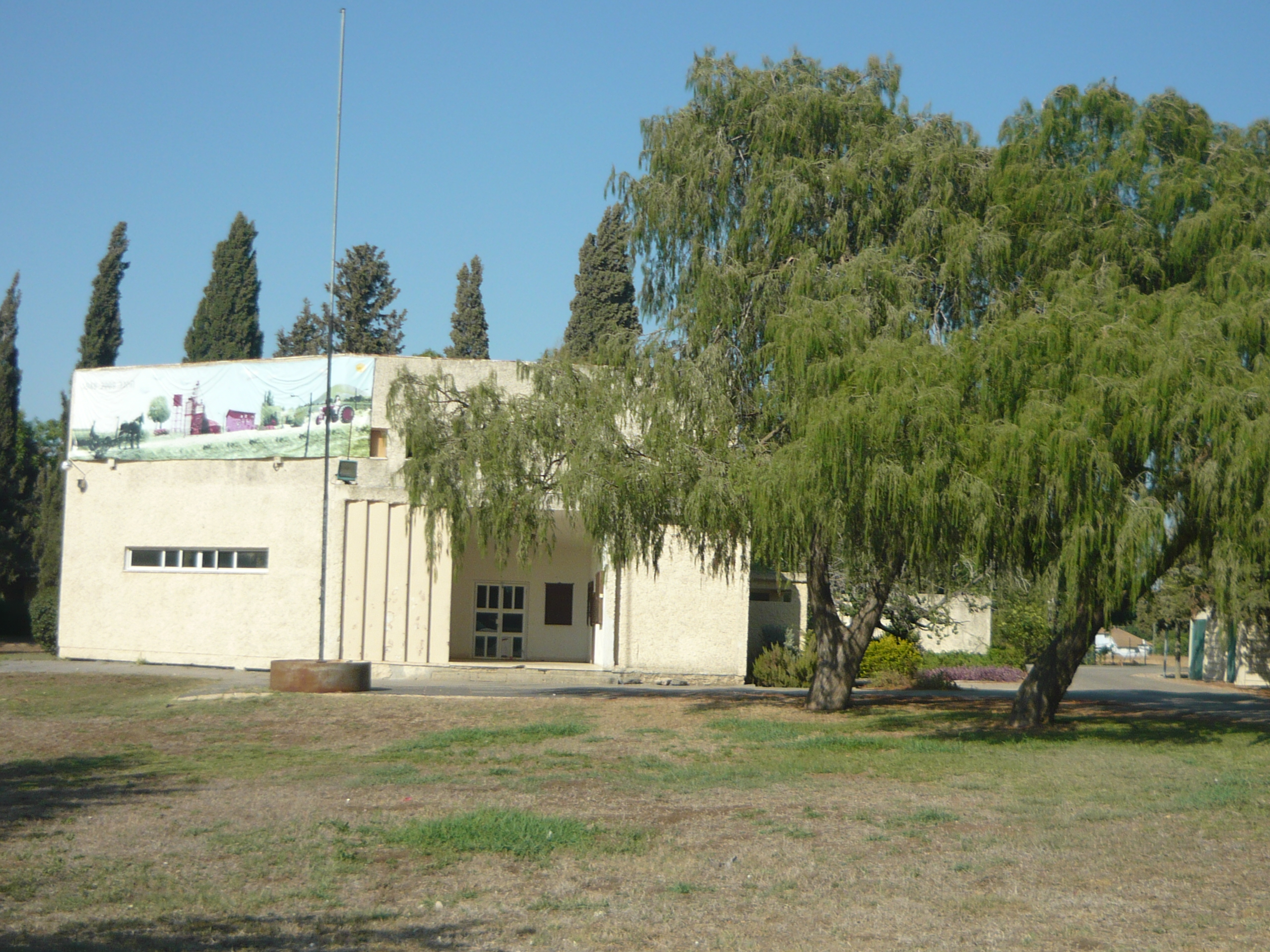
Stołówka w moszawie

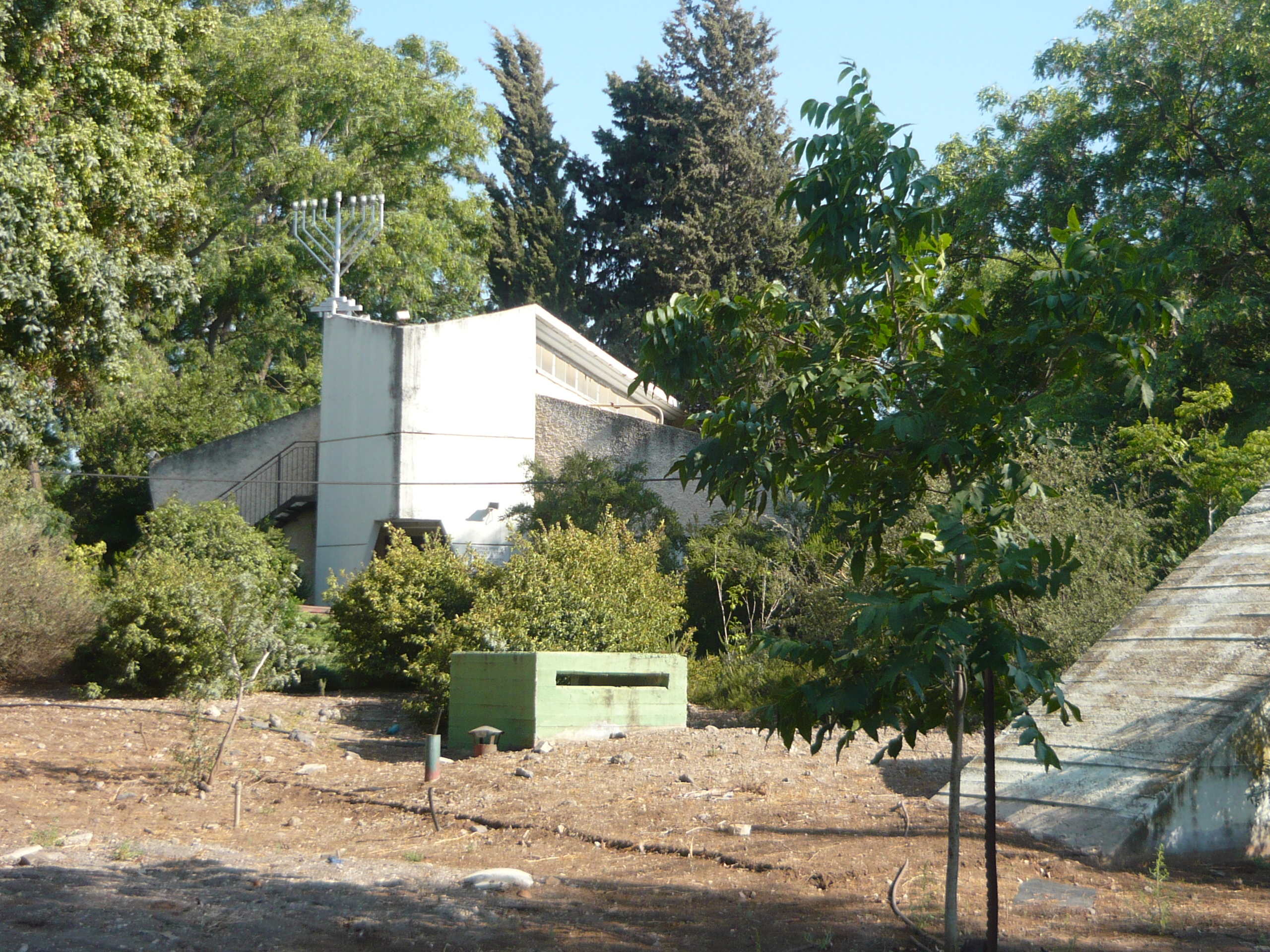
Synagoga w moszawie

Pierwotnie w okolicy tej znajdowała się arabska wioska Chirbat Lid. W wyniku I wojny światowej w 1918 roku cała Palestyna przeszła pod panowanie Brytyjczyków, którzy w 1922 roku formalnie utworzyli na tym obszarze Mandat Palestyny. Podczas II wojny światowej Brytyjczycy utworzyli w Dolinie Jezreel kilka ważnych baz wojskowych – w 1942 roku na południowy zachód od miejscowości Afula powstała baza lotnicza RAF Megiddo, a na północny zachód baza lotnicza RAF Ramat Dawid. Przy bazie lotniczej Megiddo powstały koszary z magazynami wojskowymi. Powstanie tej bazy wiązało się ze wzrostem znaczenia sąsiedniej arabskiej wioski Chirbat Lid, która zyskała ważne strategicznie położenie pomiędzy dwoma brytyjskimi lotniskami. Poszukując skutecznego rozwiązania narastającego konfliktu izraelsko-arabskiego w dniu 29 listopada 1947 roku została przyjęta Rezolucja Zgromadzenia Ogólnego ONZ nr 181. Zakładała ona między innymi, że wieś Chirbat Lid miał znaleźć się w granicach nowo utworzonego państwa żydowskiego. Arabowie odrzucili tę Rezolucję i dzień później doprowadzili do wybuchu wojny domowej w Mandacie Palestyny. Na samym jej początku siły Arabskiej Armii Wyzwoleńczej zajęły pobliskie wioski i sparaliżowały żydowską komunikację w regionie. Następnie, w dniach od 4 do 14 kwietnia 1948 roku w okolicy doszło do bitwy o Miszmar ha-Emek. Siły żydowskiej organizacji paramilitarnej Hagana broniące tego kibucu, najpierw odparły arabski atak, a następnie przeszły do kontrataku i zdobyły szereg wiosek arabskich. W trakcie tych działań, w dniu 8 kwietnia 1948 roku zajęto wioskę Chirbat Lid, wysiedlając wszystkich jej mieszkańców i wyburzając domy .
Grupa założycielska współczesnego moszawu zawiązała się już w 1941 roku. W jej skład weszli młodzi imigranci pochodzący z Austrii, Niemiec i Rumunii. Przeszli oni szkolenie rolnicze w moszawach Kefar Witkin i Be’er Towijja, a następnie w 1943 roku zamieszkali w kibucu Bet Eszel na pustyni Negew. Jednak w przededniu wybuchu I wojny izraelsko-arabskiej w 1948 roku, kibuc został ewakuowany, a następnie zniszczony przez Egipcjan. Grupa założycielska przeniosła się wtedy do Doliny Jezreel w Galilei. Było to 70 żydowskich rodzin. Zamieszkali oni tymczasowo w opuszczonych koszarach przy dawnej bazie lotniczej RAF Megiddo. W dniu 22 sierpnia 1949 roku w odległości kilkuset metrów na południowy wschód od zniszczonej arabskiej wioski Chirbat Lid założyli oni nową osadę nazwaną ha-Jogew. W kwietniu 1950 roku położono kamień węgielny pod budowę pierwszych domów mieszkalnych. Do czerwca 1951 roku wybudowano 60 domów, a liczba mieszkańców wzrosła do 110 rodzin. W tym samym roku wybudowano drogę dojazdową o długości około 3,5 km. Jednak dalszy rozwój był hamowany przez brak dostępu do wody, w wyniku czego część mieszkańców zaczęła opuszczać moszaw. Problem ten rozwiązano w 1955 roku, kiedy to w pobliżu przeprowadzono udane odwierty i doprowadzono wodę. Pomimo to, w 1957 roku liczba mieszkańców spadła do 88 rodzin. Pod koniec 1958 roku do moszawu doprowadzono energię elektryczną. W kolejnych latach moszaw przechodził nieustanne trudności gospodarcze, którym usiłowała zaradzić Agencja Żydowska i Bank Rolny Izraela. W latach 80. XX wieku moszaw przechodził głęboki kryzys gospodarczy. Rozpoczęto wtedy rozwijać hodowlę i handel kwiatami. Działania te nie przyniosły jednak oczekiwanych rezultatów, i w 1988 roku moszaw znalazł się na krawędzi upadłości i trafił pod komisaryczny zarząd. W 1991 roku utworzono tutaj tymczasowy obóz dla imigrantów z krajów byłego ZSRR. Początkowo obóz składał się z 50 karawanów, które potem zastąpiono stałymi budynkami. W 1992 roku przeprowadzono jego restrukturyzację i częściową prywatyzację.

## Demografia
Większość mieszkańców moszawu jest Żydami, jednak nie wszyscy identyfikują się z judaizmem. Tutejsza populacja jest świecka:

## Gospodarka i infrastruktura
Gospodarka moszawu opiera się na intensywnym rolnictwie i uprawie kwiatów w szklarniach. Na północ od moszawu znajduje się główny zbiornik retencyjny Emek Jizre’el. Znajduje się on w zlewni rzeki Kiszon, ale był on zasilany także innymi strumieniami. Na początku lat 90. XX wieku jezioro zaczęło wysychać, a okoliczne grunty pustynnieć. Na jego miejscu wybudowano wówczas mniejszy zbiornik Kefar Baruch, który dostarcza wody dla potrzeb rolniczych. Część mieszkańców dojeżdża do pracy poza moszawem. W moszawie znajduje się przychodnia zdrowia, sklep wielobranżowy i warsztat mechaniczny.

## Transport
Z moszawu wyjeżdża się na południowy zachód na drogę nr 66, którą jadąc na północny zachód dojeżdża się do kibucu Midrach Oz, lub jadąc na południowy wschód dojeżdża się do kibucu Megiddo i dalej do skrzyżowania z drogą ekspresową nr 65.

## Edukacja  i kultura
Moszaw utrzymuje przedszkole. Starsze dzieci są dowożone do szkoły podstawowej w kibucu Ha-Zore’a i szkoły średniej w kibucu En ha-Szofet. W moszawie jest ośrodek kultury z biblioteką, oraz boiska sportowe.

## Turystyka
Na północny wschód od moszawu zachowały się pozostałości dawnej arabskiej wioski Chirbat Lid. Można tu zobaczyć dawną utwardzaną drogę, cmentarz, ruiny budynków oraz kanału nawadniającego pola. Sąsiednie źródło jest obsadzone eukaliptusami. Miejscem tym opiekuje się moszaw, i służy jako miejsce odpoczynku i pływania. Na południowy zachód od moszawu znajduje się Park Narodowy Megiddo.